# 康绍忠
康绍忠（1962年11月16日—），湖南桃源人，中国农学家，中国工程院院士。现任中国农业大学中国农业水问题研究中心主任、农业水土工程学科教授、博士生导师。

## 经历
- 1978年—1982年就读于武汉水利电力学院（今武汉大学水利水电学院）农田水利工程专业，获学士学位。
- 1985、1990年分别获西北农业大学工学硕士、博士学位。
- 2011年当选中国工程院院士[2]。